# Гунино, Адриан
Адриан Хавьер Гунино Дуку (исп. Adrián Javier Gunino Duque; родился 3 февраля 1989 года, Монтевидео, Уругвай) — уругвайский футболист, защитник.

## Клубная карьера
Гунино начал карьеру в клубе «Данубио». В 2007 году он дебютировал в уругвайской Премьере. Летом 2009 года Адриан на правах аренды перешёл в аргентинский «Бока Хуниорс». 4 сентября в матче против «Ньюэллс Олд Бойз» он дебютировал в аргентинской Примере. Летом 2010 года Адриан был отдан в аренду во французскую «Тулузу». 7 августа в матче против «Бреста» он дебютировал в Лиге 1. После окончания срока аренды Гунино на правах свободного агента подписал соглашение с клубом «Пеньяроль». 21 августа в матче против «Эль Танке Сислей» Адриан дебютировал за новую команду.
В начале 2012 года Гунино, который так и не смог завоевать место в основе «Пеньяроль», перешёл в столичный «Феникс». 11 марта в поединке против «Серро-Ларго» он дебютировал за новую команду.
Летом 2012 года Адриан на правах аренды перешёл в испанскую «Альмерию». 1 сентября в матче против дублёров мадридского «Реала» он дебютировал в испанской Сегунде. В начале 2014 года Гунино на правах аренды перешёл в «Кордову». 2 марта в матче против «Жироны» Гунино дебютировал за новую команду. По итогам сезона он помог клубу выйти в элиту. 25 августа в матче против мадридского «Реала» Адриан дебютировал в Ла Лиге. Летом 2015 года он вернулся в «Феникс». В начале 2016 года Гунино стал свободным агентом.

## Международная карьера
В 2009 году в составе молодёжной сборной Уругвая Гунино занял третье место на молодёжном чемпионате Южной Америки в Венесуэла. На турнире он сыграл в матчах против команд Боливии, Чили, Венесуэлы, Аргентины, а также дважды Бразилии и Парагвая.
В том же году Адриан принял участие в молодёжном чемпионате мира в Египте. На турнире он сыграл в матчах против сборных Англии, Узбекистана, Ганы и Бразилии.
В 2011 году Гунино в составе олимпийской сборной Уругвая завоевал бронзовые медали на Панамериканских играх в Гвадалахаре. На турнире он сыграл в матчах против Тринидада и Тобаго, Эквадора, Мексики, Аргентины и Коста-Рики.

## Достижения
Международные
 Уругвай (до 20)
- Молодёжный чемпионат Южной Америки — 2009

 Уругвай (до 23)
- Панамериканские игры — 2011